# Марчиньский, Ромуальд

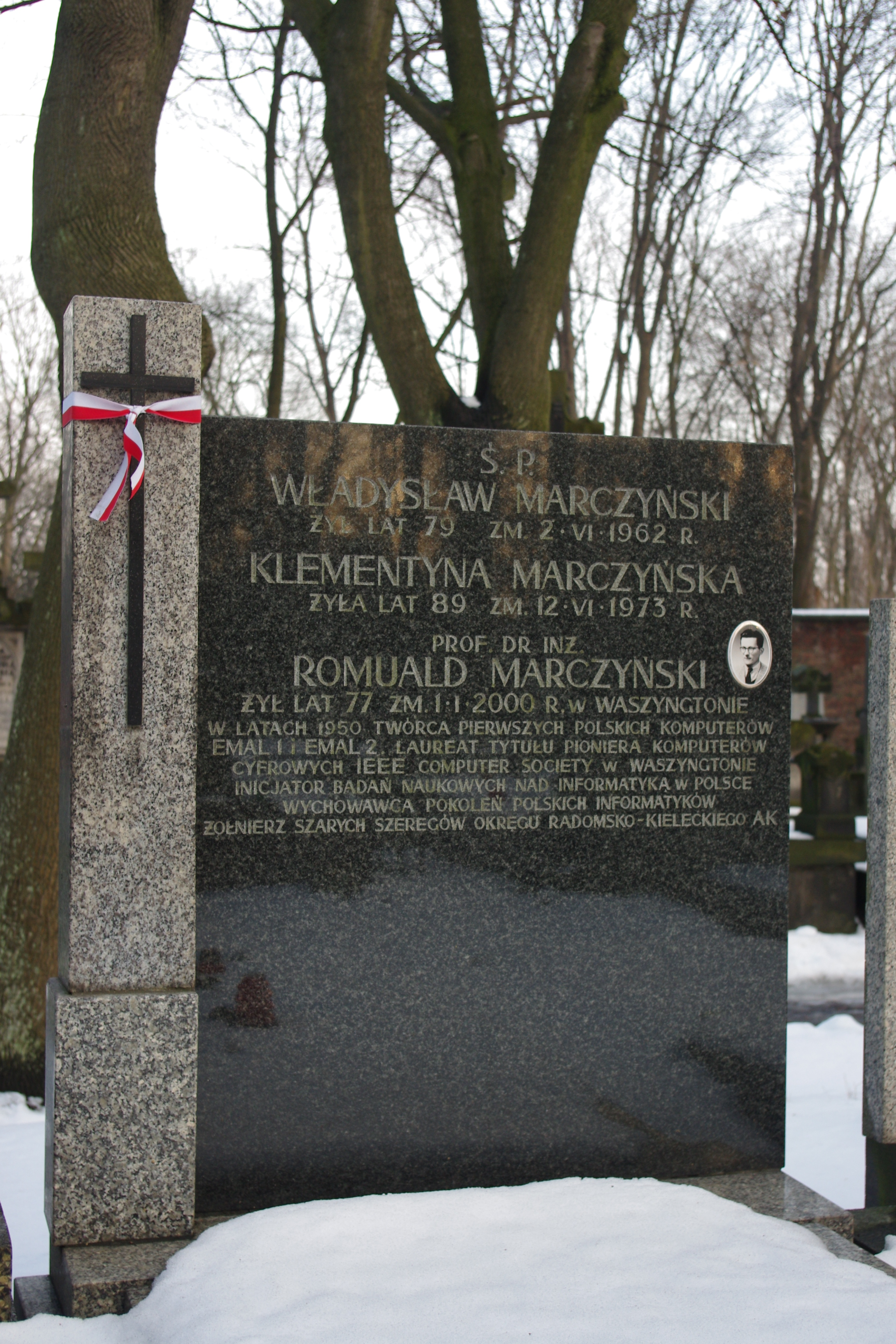
Могила Ромуальда Марчиньского в Варшаве

Ромуальд Марчиньский (пол. Romuald Marczyński; 1921, Скаржиско-Каменна, Польша — 1 января 2000, Вашингтон, США) — польский математик и информатик, пионер компьютерной техники, который первым ввёл понятие «информатика». Известен как автор нескольких польских компьютеров.

## Биография
Окончил лицей перед началом войны. В 1946 году начал изучать электротехнику в Варшавском политехническом университете, работал в институте информатики Польской академии наук в группе математических аппаратов (команда разработчиков компьютера GAM-1).
В 1953—1955 годах Марчиньский собрал первый польский (хотя и неоконченный) электронный компьютер под названием EMAL. Для этого им были разработаны линии задержки ртути как акустическое (ультразвуковое) запоминающее устройство. Позже он уже полностью собрал компьютер EMAL-2 на тех же ртутных трубках вместе с коллегами Казимежом Балакером, Анджеем Харландом и Леславом Немчицким. Помимо всего прочего, Марчиньский создал компьютеры XYZ и BINEG, а также внёс большой вклад в создание серии компьютеров Odra.
Марчиньский был приглашённым преподавателем в ряде университетов Германии, Нидерландов, Италии и США. Командор Ордена Возрождения Польши и Серебряного Креста Заслуги (награждён 16 июля 1954 года за выдающиеся заслуги в области науки). В 1996 году отмечен наградой «Пионер компьютерной техники». Автор двух книг и более 40 научных работ.